# Anisomeles malabarica
Anisomeles malabarica là một loài thực vật có hoa trong họ Hoa môi. Loài này được (L.) R.Br. ex Sims mô tả khoa học đầu tiên năm 1819.

## Hình ảnh

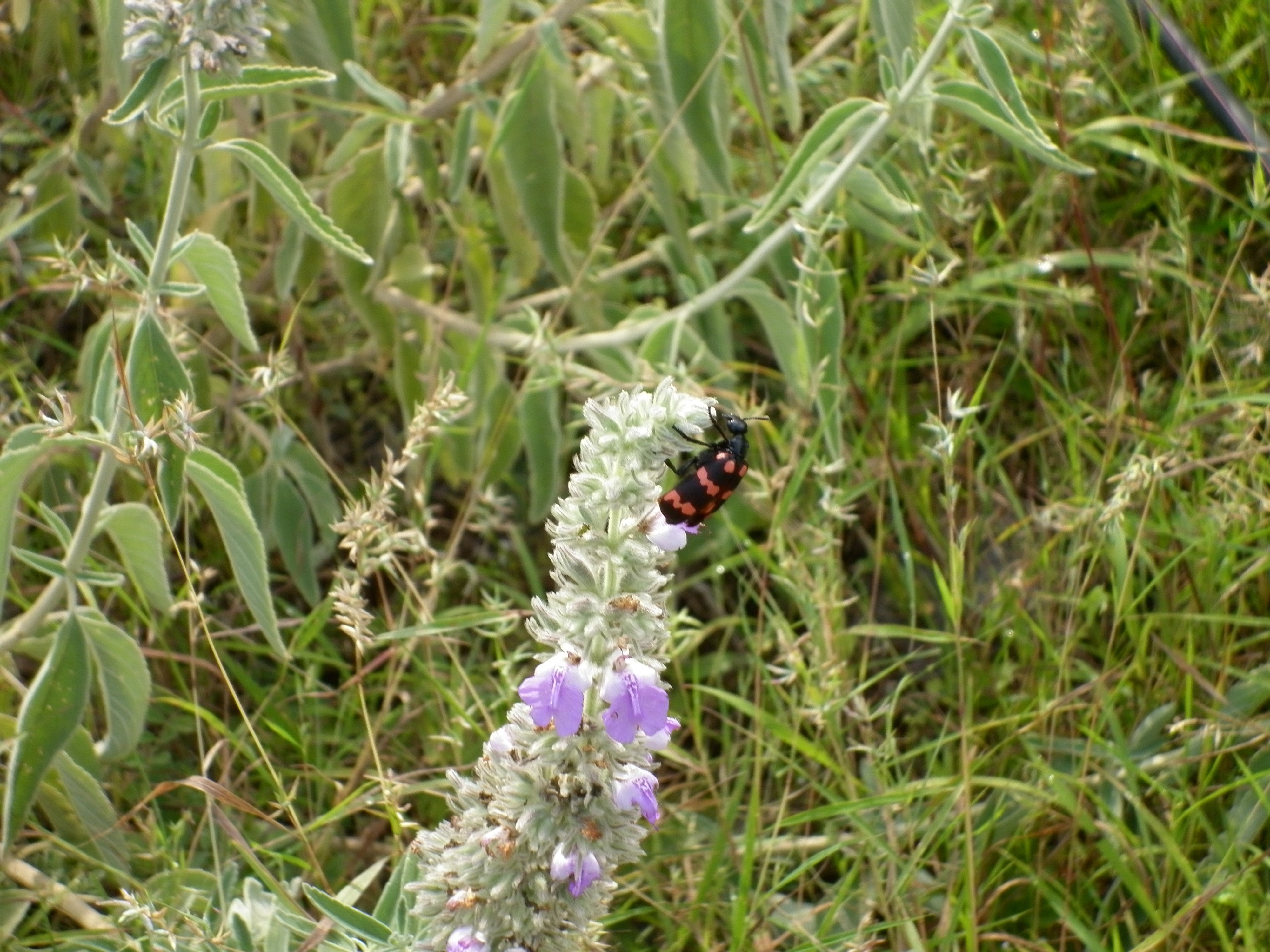
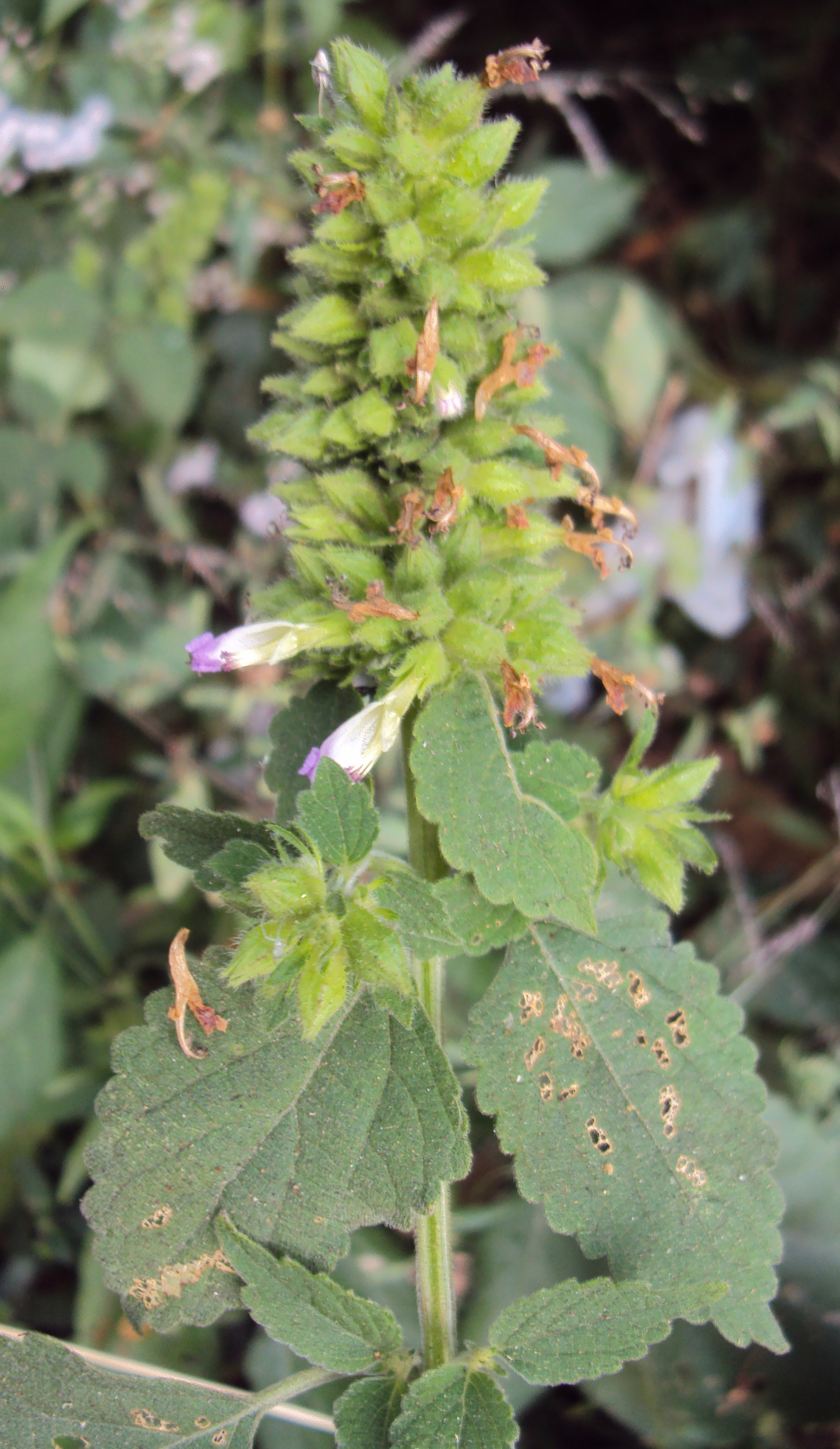
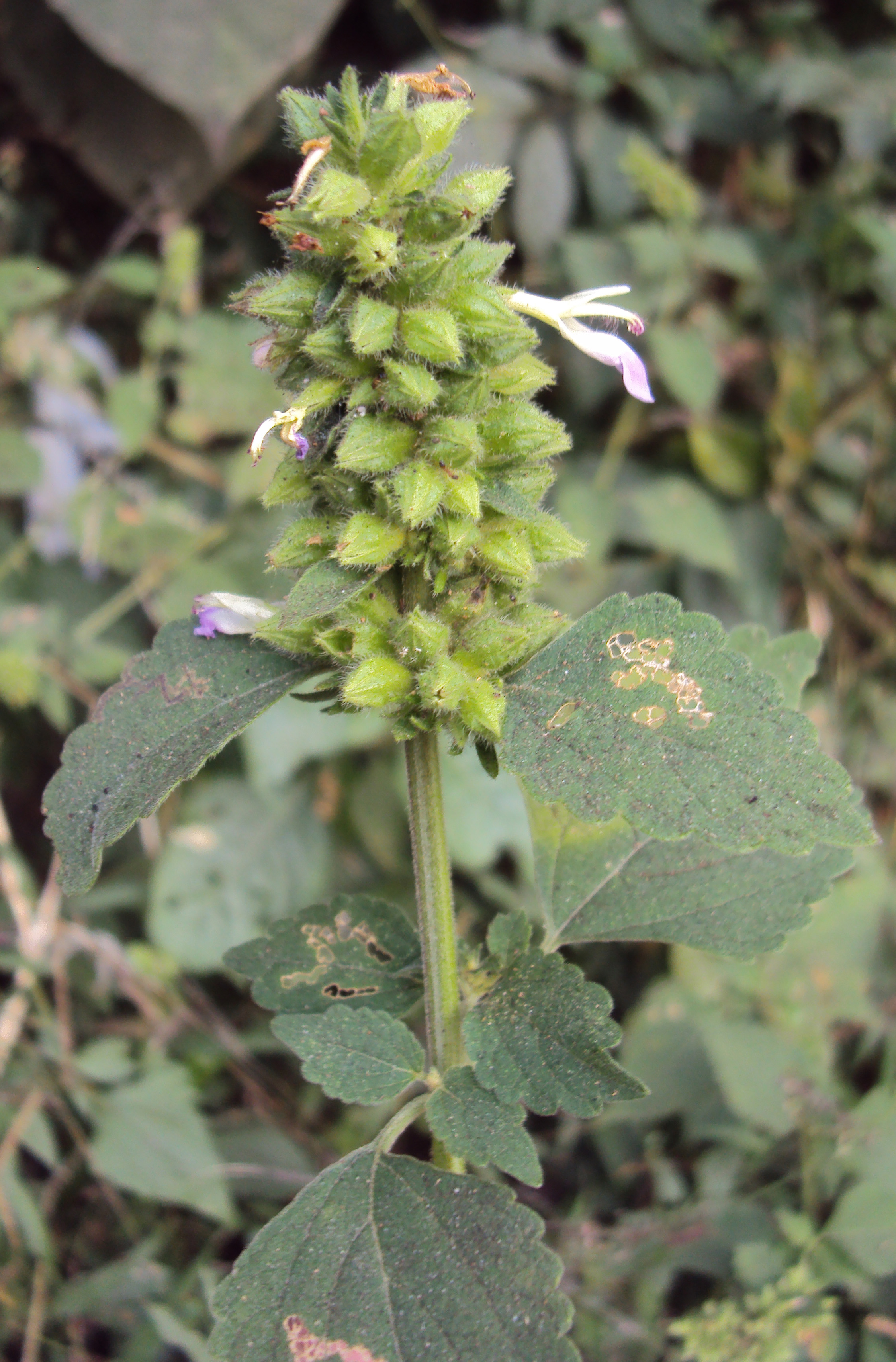
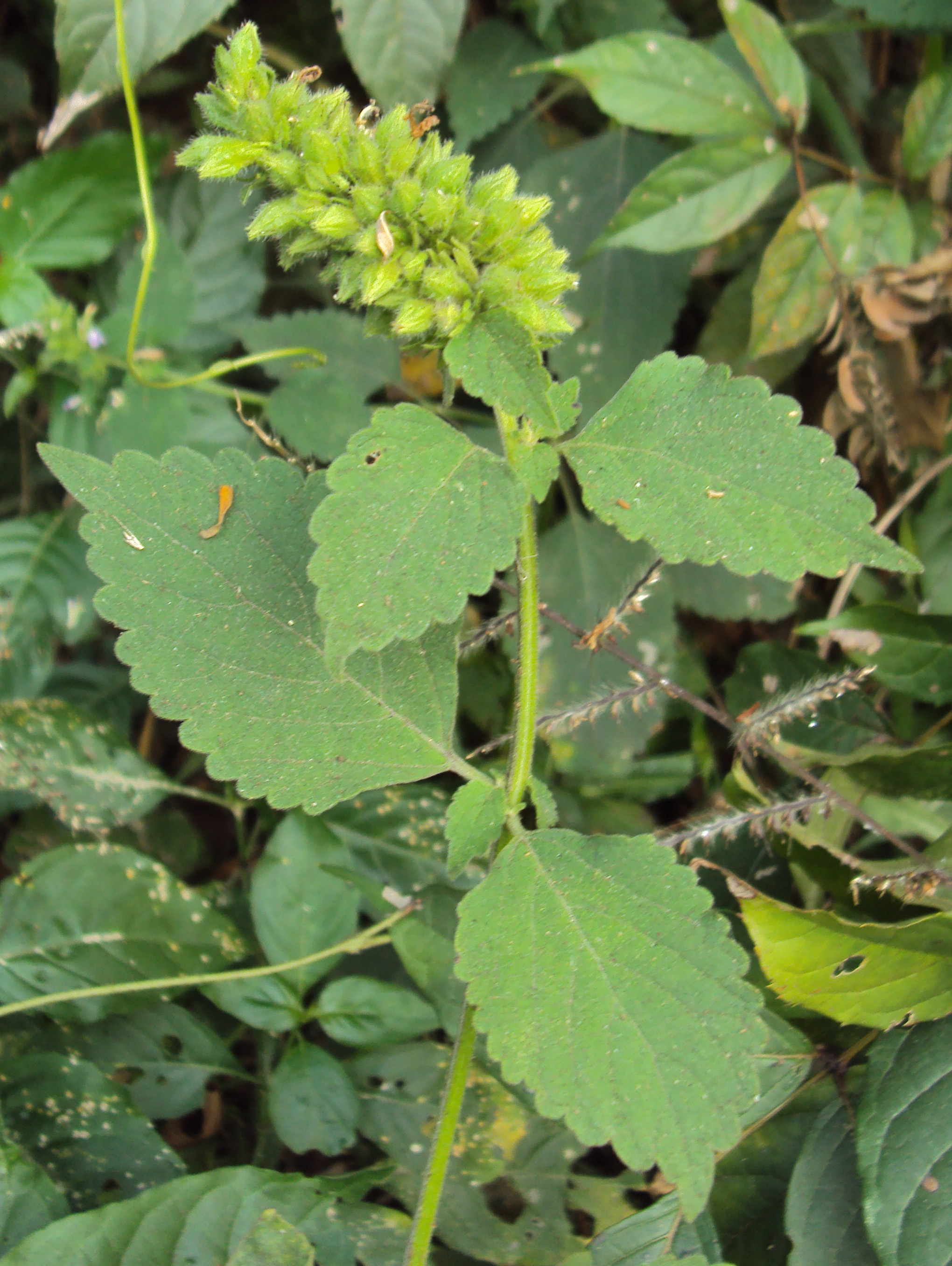